# Lavey-Morcles

Fahne

Lavey-Morcles ist eine politische Gemeinde im Distrikt Aigle des Kantons Waadt in der Schweiz. Seine Bekanntheit erlangte der Ort durch eine Schwefelquelle, die zum Betrieb eines Thermalbades genutzt wird.

## Geographie
Lavey-Morcles liegt 12 km südsüdöstlich des Bezirkshauptortes Aigle (Luftlinie). Das Dorf Lavey-Village erstreckt sich auf 444 m ü. M. in einer vom Schwemmmaterial des Bergbaches Le Courset aufgefüllten Mulde östlich der Rhone, gegenüber von Saint-Maurice, zwischen den Bergmassiven von Dents du Midi im Westen und Dent de Morcles im Osten.
Die Fläche des 14,2 km² grossen Gemeindegebiets umfasst einen Abschnitt der Waadtländer Alpen. Die westliche Begrenzung bildet die Rhône. Daran schliesst sich im Osten eine schmale Talebene an, aus der sich die steilen felsigen, teils waldbedeckten Hänge der Dent de Morcles erheben. Dieser 2500 m hohe Westhang der Dent de Morcles wird durch drei Kerbtäler untergliedert: Im Süden (Grenze gegen das Wallis) die Hangrunse des Torrent Sec, nördlich davon das Tal des Avançon und die Nordgrenze bildend der Courset, der am Hangfuss südlich des Hügelgebietes von Chiètres im Lauf der Zeit eine grosse Menge Schwemmmaterial akkumuliert hat. Oberhalb der Waldgrenze, hier auf rund 1800 bis 2000 m, befinden sich steile Alpweiden. Im Osten verläuft die Gemeindegrenze über den Kamm von Croix de Javerne (2097 m ü. M.) und Pointe des Martinets (2638 m ü. M.) und erreicht auf dem Felsgipfel der Petite Dent de Morcles mit 2929 m ü. M. den höchsten Punkt von Lavey-Morcles. Von der Gemeindefläche entfielen 1997 5 % auf Siedlungen, 62 % auf Wald und Gehölze, 19 % auf Landwirtschaft und etwas weniger als 14 % war unproduktives Land.
Lavey-Morcles besteht aus den Ortsteilen Lavey-Village (444 m ü. M.), Lavey-les-Bains (415 m ü. M.) in der Talebene östlich der Rhône und dem Bergdorf Morcles (1160 m ü. M.) am Südhang des Vorberges L’Aiguille im Tal des Avançon. Daneben gehören der Weiler Eslex (511 m ü. M.) auf einer schmalen Geländeterrasse am Hangfuss der Dent de Morcles, die militärischen Anlagen Savatan (700 m ü. M.) und Dailly (1250 m ü. M.) am Hang der Aiguille sowie einige Einzelhöfe und Alpen zu Lavey-Morcles. Nachbargemeinden von Lavey-Morcles sind Bex im Kanton Waadt sowie Saint-Maurice und Collonges im Kanton Wallis.

## Bevölkerung
Mit 1022 Einwohnern (Stand 31. Dezember 2023) gehört Lavey-Morcles zu den kleineren Gemeinden des Kantons Waadt. Von den Bewohnern sind 89,0 % französischsprachig, 5,4 % deutschsprachig und 2,3 % sprechen Serbokroatisch (Stand 2000). Die Bevölkerungszahl von Lavey-Morcles belief sich 1850 auf 319 Einwohner, 1900 auf 789 Einwohner. Im Lauf des 20. Jahrhunderts pendelte die Bevölkerungszahl zwischen 730 und 860 Einwohnern.

## Wirtschaft
Lavey-Morcles war bis zu Beginn des 20. Jahrhunderts ein vorwiegend durch die Landwirtschaft geprägtes Dorf. Noch heute haben der Ackerbau und etwas Weinbau in den tiefen Lagen sowie die Milchwirtschaft und Viehzucht in den Hochlagen einen gewissen Stellenwert in der Erwerbsstruktur der Bevölkerung. Weitere Arbeitsplätze sind im lokalen Kleingewerbe und vor allem im Dienstleistungssektor vorhanden. Das 1888 errichtete Elektrizitätswerk ist im Besitz der Stadt Lausanne. 1891 wurden die militärischen Befestigungsanlagen Savatan und Dailly an der strategisch einfach zu kontrollierenden Engstelle des Rhônetals erbaut. Die Armee zählt noch heute zu den wichtigen Arbeitgebern in Lavey-Morcles. In den letzten Jahrzehnten hat sich das Dorf auch zu einer Wohngemeinde entwickelt. Viele Erwerbstätige sind Wegpendler, die in den grösseren Gemeinden des Rhônetals arbeiten.

### Tourismus
Im Jahr 1831 wurden durch Zufall die heissen Schwefelquellen von Lavey entdeckt. Die zwei Quellen fördern schwefelhaltiges Wasser mit einer Temperatur von 62 bis 69 °C und einer Schüttung von je 400 bis 600 Liter pro Minute aus einer Tiefe von rund 200 bis 600 m zutage. Durch die Nutzung der Quellen wurde Lavey-les-Bains ein Badekurort. Heute befindet sich hier ein modernes Thermalbad (mit Aussenbecken) und Gesundheitszentrum.

## Verkehr
Die Gemeinde liegt abseits der grösseren Durchgangsstrassen, ist aber von Saint-Maurice leicht zu erreichen. Der nächste Autobahnanschluss an die A9 (Lausanne-Sion) ist rund 3 km vom Ortskern entfernt (Ausfahrt 20 St-Maurice). Lavey-Village und Lavey-les-Bains sind durch einen Postautokurs mit Saint-Maurice verbunden und damit an das Netz des öffentlichen Verkehrs angeschlossen.

## Geschichte
Die erste urkundliche Erwähnung von Lavey erfolgte 1016 unter dem Namen A Laver; 1180 erschien die Bezeichnung Lavetum. Der Ortsname ist vom lateinischen Wort lavare (waschen) abgeleitet. Auch der Name Morcles ist seit 1043 überliefert.
Die Gebiete von Lavey und Morcles gehörten seit dem 11. Jahrhundert der Abtei Saint-Maurice. Mit der Eroberung der Herrschaft Aigle durch Bern im Jahr 1476 gelangten Lavey und Morcles unter die Verwaltung des Gouvernements Aigle. Während Morcles stets von Bex abhängig war, gehörte Lavey nur bis 1564 zur Kastlanei Bex und bildete danach eine eigene Burgvogtei. Nach dem Zusammenbruch des Ancien Régime gehörten Lavey und Morcles von 1798 bis 1803 während der Helvetik zum Kanton Léman, der anschliessend mit der Inkraftsetzung der Mediationsverfassung im Kanton Waadt aufging. 1798 wurden die Dörfer dem Bezirk Aigle zugeteilt.
Gegen den Willen der Bewohner des abgelegenen Bergdorfes Morcles, das 1850 68 Einwohner zählte, wurde im Jahr 1852 die Fusion mit Lavey zur neuen Gemeinde Lavey-Morcles vollzogen.

## Wappen
Beschreibung: In Grün  ein rotbewehrter silberner Hahn.

## Sehenswürdigkeiten
Die reformierte Kirche von Lavey-Village wurde 1889 erbaut. Von 1900 stammt die katholische Kirche.

## Persönlichkeiten
- Charles Petter (1880–1953), Waffenkonstrukteur